# فوشان دراليونز
فوشان دراليونز (بالصينية: 佛山龙狮篮球俱乐部) هو فريق كرة سلة صيني تأسس في سنة 2000 يقع في فوشان، غوانغدونغ، الصين. يلعب في الرابطة الصينية لكرة السلة.

## وصلات خارجية
- الموقع الرسمي